# Gave de Pau
Gave de Pau (česky Gáva) je řeka v jihozápadní Francii (Nová Akvitánie, Okcitánie). Je to levý přítok řeky Adour. Je 173 km dlouhá. Povodí má rozlohu 2600 km².

## Průběh toku
Pramení v Pyrenejích v masívu Monte Perdido. Protéká přes Cirque de Gavarnie, kde vytváří vodopád. Na středním a dolním toku teče přes Jihogaronnskou nížinu.
Jedním z přítoků řeky je slavný, údajně zázračný vodní pramen vytékající v lurdské jeskyni. Právě v souvislosti se zdejšími zjeveními Panny Marie se v českých textech používá pro řeku jméno Gáva.

## Vodní režim
Zdroj vody je dešťový a na horním toku i sněhový. Vyšší stav nastává od května do června a na podzim. Průměrný průtok v ústí je 82 m³/s.

## Využití
Na dolním toku je možná vodní doprava. Protéká městy Lurdy a Pau.